# فانتاستیکا (فیلم)
«فانتاستیکا» (انگلیسی: Fantastica (film)) فیلمی در ژانر موزیکال است که در سال ۱۹۸۰ منتشر شد. از بازیگران آن می‌توان به کارول لورا، کلاودین اوجر، جان ورنن، و سرژ رجیانی اشاره کرد.